# Brian Head Peak
Il Brian Head Peak, con un'altezza di 3.448 m, è la vetta più elevata sull'Altopiano di Markagunt e nella contea di Iron, nello Utah sudoccidentale (Stati Uniti d'America). Il Brian Head Peak è localizzato ad est di Cedar City e appena a nord del Monumento nazionale di Cedar Breaks nella Foresta nazionale di Dixie. La città di Brian Head alla base occidentale della montagna è la sede dell'omonima stazione sciistica.
C'è un posto di guardia del Servizio forestale sul picco che fu costruito nel 1934-1935, e c'è anche una strada per la vetta che può essere percorsa in auto durante l'estate.

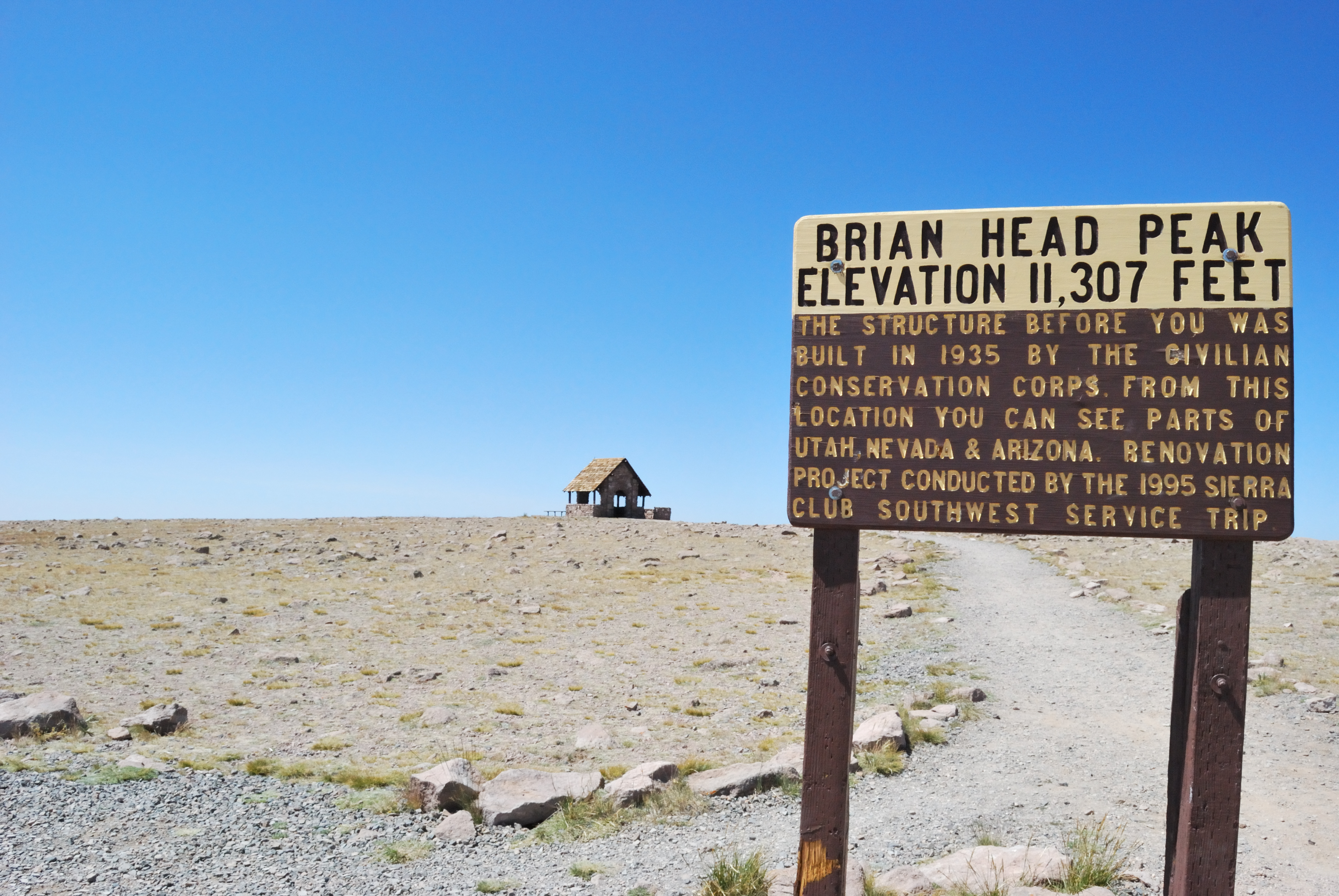
Vetta
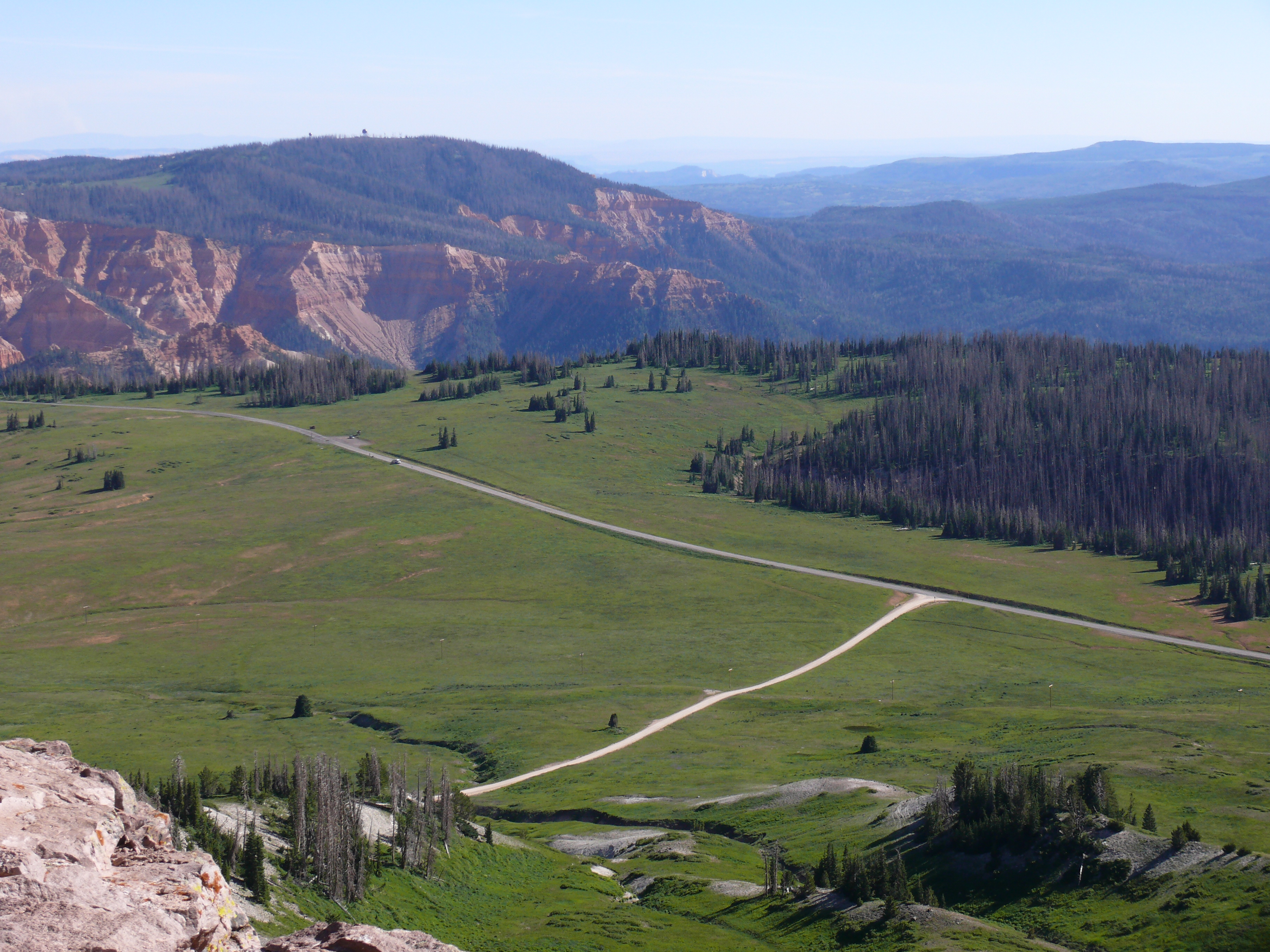
Veduta dalla vetta
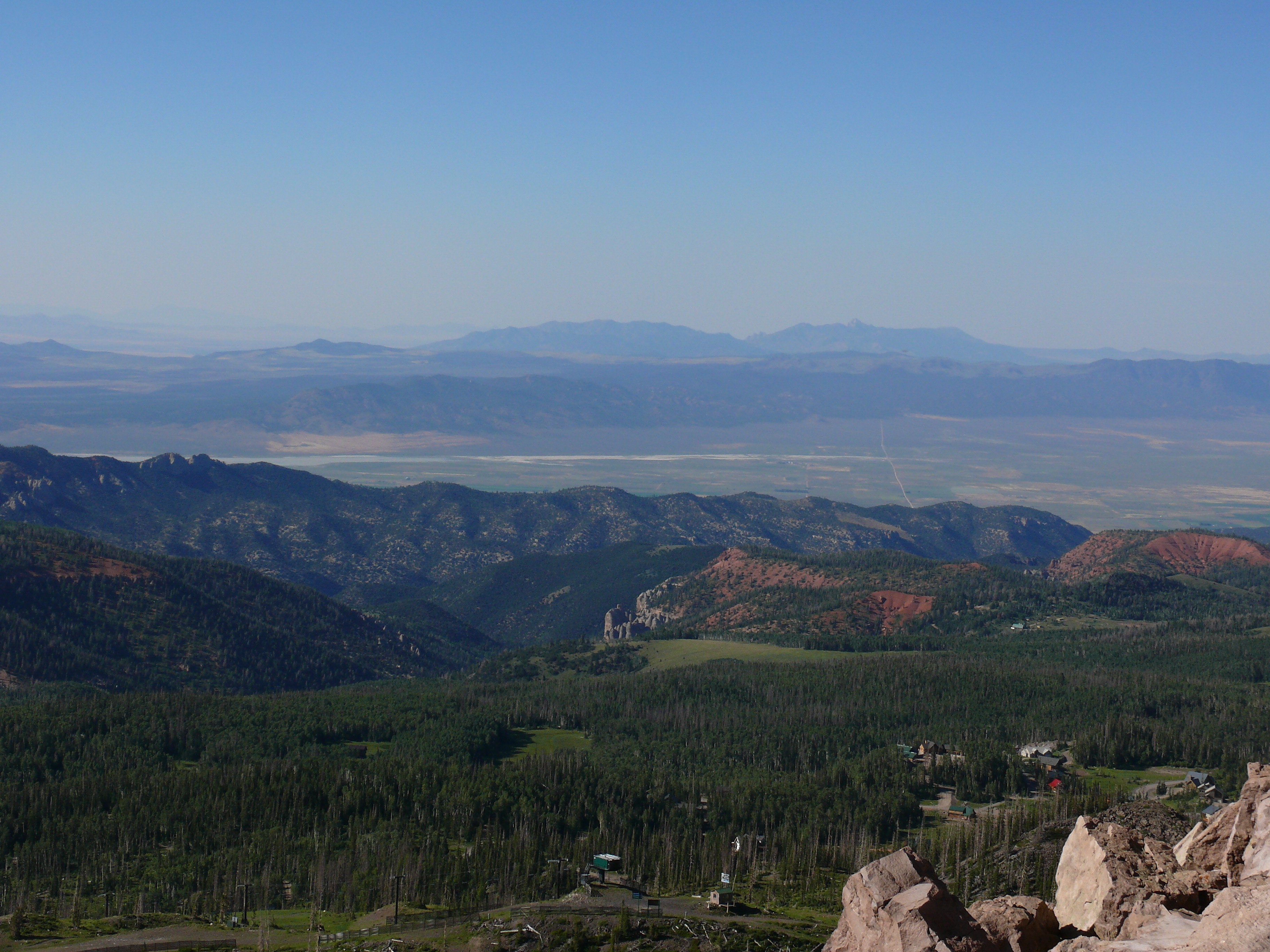
Veduta occidentale dalla vetta
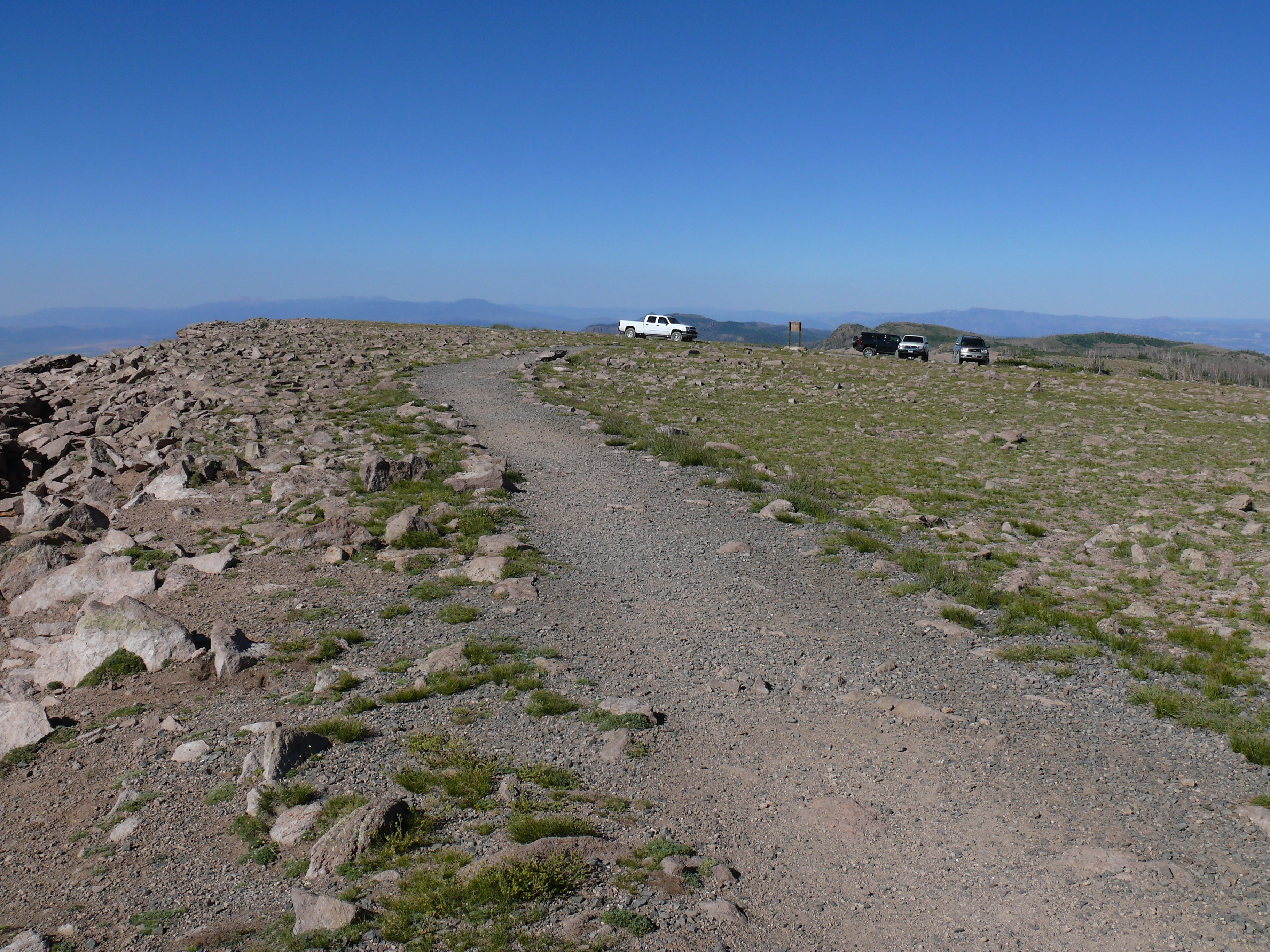
Sentiero per la vetta